# Heteraphrodita altoni
Heteraphrodita altoni är en ringmaskart som beskrevs av Pettibone 1966. Heteraphrodita altoni ingår i släktet Heteraphrodita och familjen Aphroditidae. Inga underarter finns listade i Catalogue of Life.